# Государственная специальная служба транспорта
Государственная специальная служба транспорта (укр. Державна спеціальна служба транспорту, Держспецтрансслужба, ДССТ) — специализированный государственный орган транспорта, подконтрольный министерству обороны Украины, предназначенный для обеспечения устойчивого функционирования транспортной инфраструктуры в мирное время и в условиях военного и чрезвычайного положения.

## История
Железнодорожные войска Украины были сформированы в январе 1992 года на базе 2-го железнодорожного корпуса железнодорожных войск СССР и других формирований, дислоцированных на территории Украины, согласно Указу Президиума Верховного Совета Украины от 7 октября 1991 года «О подчинении Украине дислоцированных на её территории военных частей и подразделений железнодорожных войск Союза Советских Социалистических Республик, войск правительственной связи Комитета Государственной безопасности Союза Советских Социалистических Республик, Гражданской обороны Союза Советских Социалистических Республик» и Постановления Верховной Рады Украины от 24 августа 1991 года «О воинских формированиях в Украине».
За годы независимости железнодорожные войска прошли череду реформ и сокращений. Были утрачены воинские части в Десне, Полтаве, Чернобыле, Харькове (две части), Майском, Лозовой, Хмельницком, Ужгороде, Пятихатках, Кривом Роге (одна из двух частей). В 2003 году государственная программа реформирования Вооруженных Сил Украины предусматривала расформирование железнодорожных войск Украины. Понимая важное значение железнодорожных войск в государстве, министерство транспорта во главе с министром транспорта Украины, Героем Украины Г. Н. Кирпой инициировало преобразование железнодорожных войск Вооруженных Сил Украины в Государственную специальную службу транспорта согласно указу Президента Украины №46/2003 «О передаче железнодорожных войск Вооруженных Сил Украины в подчинение Министерству транспорта Украины» от 27.01.2003 года. Конституционность данного решения о передаче военного формирования в подчинение гражданскому ведомству ставилась по сомнение, но была оправдана Конституционным судом Украины. После преобразования ЖДВ в Государственную специальную службу транспорта, бригады были переформированы в отряды, учебный полк — в учебный центр. На основании Закона Украины от 5 февраля 2004 года «О Государственной специальной службе транспорта», 1 ноября 2004 железнодорожные войска Вооруженных сил Украины вошли в состав Министерства транспорта и связи Украины, как Государственная специальная служба транспорта. Этот Закон определяет статус, правовые основы организации, основные задачи и функции Государственной специальной службы транспорта в составе Министерства транспорта Украины, а также меры по правовой и социальной защиты её личного состава. В 2017 году переподчинена Министерству обороны Украины.

## Задания
Задания ДССТ:
- техническое прикрытие, восстановление, установление заграждений на объектах национальной транспортной системы Украины с целью обеспечения деятельности Вооруженных Сил Украины и других военных формирований, образованных в соответствии с законами Украины;
- строительство и ремонт в мирное время и в условиях военного положения новых и повышение срока эксплуатации и пропускной способности действующих объектов национальной транспортной системы;
- восстановление транспортных коммуникаций, нарушенных вследствие чрезвычайных ситуаций техногенного и природного характера, аварий и катастроф;
- охрана объектов национальной транспортной системы Украины в мирное время и в особый период;
- выполнение других задач, связанных с участием в обороне государства и обеспечением эффективного функционирования национальной транспортной системы Украины.
- разминирование инфраструктуры и транспортной системы Украины.

## Структура
- Управление ДССТ (в/ч Т0100, г. Киев)[6][7]
  - 1-й объединенный отряд
    - Управление (в/ч Т0110, г. Львов)
    - 11-й отдельный путевой батальон (в/ч Т0200, г. Червоноград)
    - 18-й отдельный мостовой батальон (в/ч Т0300, г. Чоп)
    - 72-й отдельный батальон механизации, (в/ч Т0410, г. Червоноград)

  - 26-й объединенный отряд
    - Управление (в/ч Т0120, г. Днепр)
    - 19-й отдельный мостовой батальон (в/ч Т0310, г. Днепр)
    - 1935-й отдельный батальон охраны и обслуживания (в/ч Т0610, г. Днепр)
    - 1936-й отдельный батальон механизации  (в/ч Т0400, г. Кривой Рог)

  - 36-й путевосстановительный полк (в/ч Т0330, г. Конотоп)
  - 194-й понтонно-мостовой полк (в/ч Т0320, г. Новомосковск)
  - 8-й Черниговский учебный центр  (в/ч Т0500, г. Чернигов)
  - 195-я Центральная база (в/ч Т0710, г. Киев)

## Обучение
8-й Черниговский учебный центр проводит подготовку курсантов по 22 специальностями: командиров отделений, саперов, водолазов, крановщиков, экскаваторщиков, бульдозеристов и другим.
Подготовку офицеров Государственной специальной службы транспорта проводит военная кафедра при Днепровском национальном университете железнодорожного транспорта.